# Proasellus nolli
Proasellus nolli là một loài chân đều trong họ Asellidae. Loài này được Karaman miêu tả khoa học năm 1952.